# Zápas na Letních olympijských hrách 1992 – muži, řecko-římský do 100 kg
Zápas řecko-římský ve váhové kategorii do 100 kg probíhal na Letních olympijských hrách 1992 v barcelonském Instituto Nacional de Educación Física de Cataluña. O medaile se utkalo celkem 16 zápasníků.

## Turnajové výsledky
Zápasníci jsou rozděleni do dvou skupin. Je aplikován systém na dvě porážky.
Legenda
- TO — Lopatkové vítězství
- SP — Vítězství pro převahu, 12 až 14 bodů rozdíl, poražený s body
- SO — Vítězství pro převahu, 12 až 14 bodů rozdíl, poražený bez bodů
- ST — Vítězství na technickou převahu, 15 bodů rozdíl
- PP — Vítězství na body, poražený s body
- PO — Vítězství na body, poražený bez bodů
- PA — Vítězství pro soupeřovo zranění
- DQ — Vítězství pro soupeřovu diskvalifikaci
- D2 — Oba zápasníci diskvalifikováni pro pasivitu, skóre 0-0
- DNA — Nenastoupil
- L — Porážky
- ER — Kolo vyřazení
- CP — Klasifikační body
- TP — Technické body

### Skupiny

#### Skupina A
|                        | Skóre  |                        | CP     |
| Kolo 1                 | Kolo 1 | Kolo 1                 | Kolo 1 |
| ---------------------- | ------ | ---------------------- | ------ |
| Andrzej Wroński (POL)  | 0–2    | Dennis Koslowski (USA) | 0–3 PO |
| Stipe Damjanović (CRO) | 0–7    | Ion Ieremciuc (ROU)    | 0–3 PO |
| Song Sung-il (KOR)     | 3–0    | Takaši Nonomura (JPN)  | 3–0 PO |
| Jörgen Olsson (SWE)    | 0–1    | Helger Hallik (EST)    | 0–3 PO |
| Kolo 2                 |        |                        |        |
| Andrzej Wroński (POL)  | 6–0    | Stipe Damjanović (CRO) | 3–0 PO |
| Dennis Koslowski (USA) | 1–0    | Song Sung-il (KOR)     | 3–0 PO |
| Ion Ieremciuc (ROU)    | 5–0    | Takaši Nonomura (JPN)  | 3–0 PO |
| Helger Hallik (EST)    |        | Bye                    |        |
| Kolo 3                 |        |                        |        |
| Helger Hallik (EST)    | 0–2    | Andrzej Wroński (POL)  | 0–3 PO |
| Dennis Koslowski (USA) | 2–0    | Ion Ieremciuc (ROU)    | 3–0 PO |
| Song Sung-il (KOR)     |        | Bye                    |        |
| Kolo 4                 |        |                        |        |
| Song Sung-il (KOR)     | 3–4    | Andrzej Wroński (POL)  | 1–3 PP |
| Helger Hallik (EST)    | 0–1    | Dennis Koslowski (USA) | 0–3 PO |
| Ion Ieremciuc (ROU)    |        | Bye                    |        |
| Kolo 5                 |        |                        |        |
| Ion Ieremciuc (ROU)    | 0–0    | Andrzej Wroński (POL)  | 0–0 D2 |
| Dennis Koslowski (USA) |        | Bye                    |        |

| Zápasník               | L | R | CP | TP | TB1 | TB2 |
| ---------------------- | - | - | -- | -- | --- | --- |
| Dennis Koslowski (USA) | 0 | — | 12 | 6  | 6   |     |
| Andrzej Wroński (POL)  | 2 | — | 9  | 12 | 0   | 0   |
| Ion Ieremciuc (ROU)    | 2 | — | 6  | 12 | 0   | 0   |
| Song Sung-il (KOR)     | 2 | 4 | 4  | 6  |     |     |
| Helger Hallik (EST)    | 2 | 4 | 3  | 1  |     |     |
|                        |   |   |    |    |     |     |
| Stipe Damjanović (CRO) | 2 | 2 | 0  | 0  |     |     |
| Takaši Nonomura (JPN)  | 2 | 2 | 0  | 0  |     |     |
| Jörgen Olsson (SWE)    | 1 | 1 | 0  | 0  |     |     |

#### Skupina B
|                          | Skóre  |                          | CP     |
| Kolo 1                   | Kolo 1 | Kolo 1                   | Kolo 1 |
| ------------------------ | ------ | ------------------------ | ------ |
| Norbert Növényi (HUN)    | 5–0    | Luis Sandoval (PAN)      | 4–0 TO |
| Miloš Govedarica (IOP)   | 1–2    | Andreas Steinbach (GER)  | 1–3 PP |
| Sergej Demjaškevič (EUN) | 0–1    | Héctor Milián (CUB)      | 0–3 PO |
| Atanas Komčev (BUL)      | 2–0    | Alioune Diouf (SEN)      | 4–0 TO |
| Kolo 2                   |        |                          |        |
| Norbert Növényi (HUN)    | 1–3    | Miloš Govedarica (IOP)   | 1–3 PP |
| Luis Sandoval (PAN)      | 0–17   | Andreas Steinbach (GER)  | 0–4 ST |
| Sergej Demjaškevič (EUN) | 4–0    | Atanas Komčev (BUL)      | 3–0 PO |
| Héctor Milián (CUB)      | 0–0    | Alioune Diouf (SEN)      | 4–0 EV |
| Kolo 3                   |        |                          |        |
| Norbert Növényi (HUN)    | 1–4    | Andreas Steinbach (GER)  | 1–3 PP |
| Miloš Govedarica (IOP)   | 1–7    | Sergej Demjaškevič (EUN) | 1–3 PP |
| Héctor Milián (CUB)      | 8–2    | Atanas Komčev (BUL)      | 3–1 PP |
| 5th place wrestle-off    |        |                          |        |
| Miloš Govedarica (IOP)   |        | Atanas Komčev (BUL)      | 4–0 EF |
| Kolo 4                   |        |                          |        |
| Andreas Steinbach (GER)  | 0–2    | Sergej Demjaškevič (EUN) | 0–3 PO |
| Héctor Milián (CUB)      |        | Bye                      |        |
| Kolo 5                   |        |                          |        |
| Héctor Milián (CUB)      | 10–4   | Andreas Steinbach (GER)  | 3–1 PP |
| Sergej Demjaškevič (EUN) |        | Bye                      |        |

| Zápasník                 | L | R | CP | TP | TB |
| ------------------------ | - | - | -- | -- | -- |
| Héctor Milián (CUB)      | 0 | — | 13 | 19 | 6  |
| Sergej Demjaškevič (EUN) | 1 | — | 9  | 13 | 3  |
| Andreas Steinbach (GER)  | 2 | — | 11 | 27 | 1  |
| Norbert Növényi (HUN)    | 2 | 3 | 6  | 7  |    |
| Miloš Govedarica (IOP)   | 2 | 3 | 5  | 5  | 4  |
|                          |   |   |    |    |    |
| Atanas Komčev (BUL)      | 2 | 3 | 5  | 4  | 0  |
| Luis Sandoval (PAN)      | 2 | 2 | 0  | 0  |    |
| Alioune Diouf (SEN)      | 2 | 2 | 0  | 0  |    |

### Finále
|                        | Skóre            |                          | CP               |
| Zápas o 9. místo       | Zápas o 9. místo | Zápas o 9. místo         | Zápas o 9. místo |
| ---------------------- | ---------------- | ------------------------ | ---------------- |
| Helger Hallik (EST)    | 0–5              | Miloš Govedarica (IOP)   | 0–3 PO           |
| Zápas o 7. místo       |                  |                          |                  |
| Song Sung-il (KOR)     |                  | Norbert Növényi (HUN)    | 0–4 EF           |
| Zápas o 5. místo       |                  |                          |                  |
| Ion Ieremciuc (ROU)    | 2–4              | Andreas Steinbach (GER)  | 1–3 PP           |
| Zápas o 3. místo       |                  |                          |                  |
| Andrzej Wroński (POL)  | 0–1              | Sergej Demjaškevič (EUN) | 0–3 PO           |
| Finálový zápas         |                  |                          |                  |
| Dennis Koslowski (USA) | 1–2              | Héctor Milián (CUB)      | 1–3 PP           |

## Finálové pořadí
1. Héctor Milián (CUB)
2. Dennis Koslowski (USA)
3. Sergej Demjaškevič (EUN)
4. Andrzej Wroński (POL)
5. Andreas Steinbach (GER)
6. Ion Ieremciuc (ROU)
7. Norbert Növényi (HUN)
8. Song Sung-il (KOR)
9. Miloš Govedarica (IOP)
10. Helger Hallik (EST)